# Beslan
Beslan (russisch Бесла́н, ossetisch Беслӕн, Ausspracheⓘ) ist mit 36.728 Einwohnern (Stand 14. Oktober 2010) die drittgrößte Stadt in der zur Russischen Föderation gehörenden Republik Nordossetien-Alanien. Sie ist Zentrum des Rajons Prawobereschny (von „rechtes Ufer“; bezieht sich auf die Lage zum Fluss Terek) und liegt etwa 15 Kilometer nördlich von Wladikawkas, der Hauptstadt von Nordossetien.

## Verkehr
Der zivile Flughafen Beslan hat die geografischen Koordinaten 43° 12' 18" Nord, 44° 36' 24" Ost. Die Stadt ist ein wichtiger Eisenbahnknotenpunkt zwischen Rostow am Don und Baku. Hier beginnt eine Zweigstrecke nach Wladikawkas. Darüber hinaus liegt Beslan an den russischen Fernstraßen R217 und A161.

## Geschichte
Der Ort wurde im Jahre 1847 von Nomaden aus Ossetien gegründet und auf Ossetisch Бесланыхъӕу/Beslanychjæu, „Siedlung von Beslan“ (nach dem örtlichen Adligen Beslan Tulatow) genannt. Im offiziellen russischen Sprachgebrauch war das Dorf nach dessen Nachnamen als Тулатово/Tulatowo oder Тулатовское/Tulatowskoje bekannt. Eine westlich des Dorfes und der Bahnstrecke entstandene Siedlung trug wie die Bahnstation den offiziellen Namen Beslan und erhielt 1938 den Status einer Siedlung städtischen Typs. 1941 wurde das Dorf in Иристон/Iriston (ossetisch für Ossetien) umbenannt.
In den 1940er-Jahren wurde eine große Fabrik („Produktionskombinat“) zur Maisverarbeitung errichtet: Das „Beslankombinat“ stellt Maisstärke, Glukosesirup und Maiskeimöl her. 1950 wurden Siedlung und Dorf zusammengeschlossen und erhielten unter dem Namen Beslan die Stadtrechte.
Heute ist die Stadt durch Industrie und Landwirtschaft geprägt.

### Geiselnahme von Beslan
Am 1. September 2004 nahmen tschetschenische Terroristen in einer örtlichen Schule am ersten Schultag des Jahres mehr als 1200 Geiseln, darunter ein Großteil Kinder, angeblich, um die Entlassung von in Inguschetien inhaftierten tschetschenischen Gesinnungsgenossen zu erwirken. Bei der Erstürmung der Schule kamen nach offiziellen Angaben 331 Geiseln ums Leben, die meisten von ihnen Minderjährige.

### Bevölkerungsentwicklung
| Jahr | Einwohner | Anmerkung                                        |
| ---- | --------- | ------------------------------------------------ |
| 1939 | 13.444    | davon Siedlung Beslan 7.586, Dorf Tulatowo 5.858 |
| 1959 | 19.385    |                                                  |
| 1970 | 26.893    |                                                  |
| 1979 | 29.879    |                                                  |
| 1989 | 32.469    |                                                  |
| 2002 | 35.550    |                                                  |
| 2010 | 36.728    |                                                  |

Anmerkung: Volkszählungsdaten

## Söhne und Töchter der Stadt
- Tajmuras Mamsurow (* 1954), Politiker
- Soslan Frajew (* 1970), Ringer
- Alan Dudajew (* 1981), Ringer
- Soslan Kzojew (* 1982), Ringer
- Kachaber Chubeschty (* 1987), Ringer
- Alan Dsagojew (* 1990), Fußballspieler, im August 2012 zum Ehrenbürger von Beslan ernannt
- Zelym Kotsoiev (* 1998), aserbaidschanischer Judoka